# Робинвуд (Мериленд)
Робинвуд (енгл. Robinwood) насељено је место без административног статуса у америчкој савезној држави Мериленд.

## Демографија
По попису из 2010. године број становника је 6.918, што је 2.187 (46,2%) становника више него 2000. године.
| Група             | 2000.         | 2010.         |
| Белци             | 4.114 (87,0%) | 5.305 (76,7%) |
| Афроамериканци    | 300 (6,3%)    | 723 (10,5%)   |
| Азијати           | 125 (2,6%)    | 334 (4,8%)    |
| Хиспаноамериканци | 105 (2,2%)    | 371 (5,4%)    |
| Укупно            | 4.731         | 6.918         |